# Sumber Alam
Sumber Alam is een bestuurslaag in het regentschap Lampung Barat van de provincie Lampung, Indonesië. Sumber Alam telt 2696 inwoners (volkstelling 2010).